# SN 2002cx
SN 2002cx var en typ I supernova i Jungfruns stjärnbild. Den upptäcktes den 12 maj 2002. SN 2002cx är prototypstjärna för supernovor av typen SN 1ax, som har en vit dvärg vars ackretionsskiva samlar material från en helium-stjärna. Hos denna typ av supernova förstörs den vita dvärgen inte helt vid explosionen.